# Generació (física de partícules)
A la física de partícules, una  generació  és una divisió de les partícules elementals. Entre generacions, les partícules difereixen només en la seva massa. Totes les interaccions i els nombres quàntics són idèntics. Hi ha tres generacions d'acord amb el model estàndard de la física de partícules.

## Classificació
Cada generació està dividida en dos leptons i dos quarks. Els dos leptons poden ser dividits en un amb càrrega elèctrica -1 (com l'electró) i un neutre (neutrí); els dos quarks poden ser dividits en un amb càrrega -1/3 (tipus baix) i un amb càrrega 2/3 (tipus a dalt).
|                   | Primera generació | Segona generació | Tercera generació |
| ----------------- | ----------------- | ---------------- | ----------------- |
| Leptó carregat    | Electró           | Muó              | Leptó tau         |
| Neutrí            | Neutrí electrònic | Neutrí muònic    | Neutrí tauònic    |
| Quark tipus baix  | Quark avall       | Quark estrany    | Quark fons        |
| Quark tipus amunt | Quark amunt       | Quark encantat   | Quark cim         |

Cada membre d'una generació més gran té més massa que la corresponent partícula d'una generació prèvia. Per exemple: l'electró de primera generació té una massa de només 0.511 MeV, el muó de segona generació té una massa de 106 MeV, i el·leptó tau de tercera generació té una massa de 1.777 MeV (gairebé el doble de pesant com un protó)
Tot àtom ordinari està compost de partícules de primera generació. Els electrons envolten el nucli atòmic fet protons i neutrons que contenen quarks amunt i avall. La segona i la tercera generació de partícules carregades no interaccionen en la matèria normal i només es veuen en entorns d'energia extremadament alta. Els neutrins de totes les generacions flueixen a través de l'univers però interaccionen rarament amb la matèria normal.

## Possibilitat d'una quarta generació
Sense el model estàndard, la quarta generació i les posteriors tindrien cabuda sota consideracions teòriques. Moltes d'aquestes estan basades en les subtils modificacions de precisió d'observables electrodèbil que una generació extra pot induir; aquestes modificacions són desfavorides fortament per les mesures. Per tant, una quarta generació amb neutrins lleugers (un amb una massa menor que prop de 40 GeV) ha estat regida per les mesures dels pesos dels bosons Z (LEP, CERN). No obstant això, recerques en col·lisionadors d'alta energia de partícules d'una quarta generació continua però fins ara no hi ha evidència observada.

## Explicació del nombre de generacions
Actualment no es té una explicació del nombre de generacions, ni tan sols es coneix amb seguretat que només hi ha tres generacions. Dins d'algunes teories altament especulatives s'han apuntat explicacions per al nombre de generacions:
- A la teoria de supercordes el nombre de generacions coincidiria amb el nombre de "forats" de dimensionalitat adequada en l'espai de Calabi-Yau que constitueix el fibrat que aquest esquema afegeix a l'espai -durant l'any.
- En certs esquemes de teoria del tot, el grup de simetria bàsic de les interaccions electrodèbil i forts {\displaystyle SU_{col}(3)\times SU_{deb}(2)\times U_{elec}(1)\,} ( col  = grup de simetria gauge de color,  deb  = grup de simetria trencada de la interacció dèbil,  elec  = grup de simetria interacció electromagnètica) es complementa amb altres tres grups duals dels anteriors {\displaystyle SU_{fla}(3)\times SU(2)\times U(1)\,}, on  fla  = es referiria a la simetria trencada de gust responsable que hi hagi precisament tres generacions.